# Echols County
Echols County is een county in de Amerikaanse staat Georgia.
De county heeft een landoppervlakte van 1.047 km² en telt 3.754 inwoners (volkstelling 2000). De hoofdplaats is Statenville.